# A Morte e a Donzela (motivo)
A Morte e a Donzela é um motivo comum na Arte da Renascença, especialmente na pintura, e música. Se desenvolveu da dança macabra. Um proeminente representante é Hans Baldung Grien.
O motivo foi usado novamente durante o Romantismo, um exemplo é o lied A morte e a Donzela de Franz Schubert.

Hans Baldung Grien, Der Tod und das Mädchen, 1517
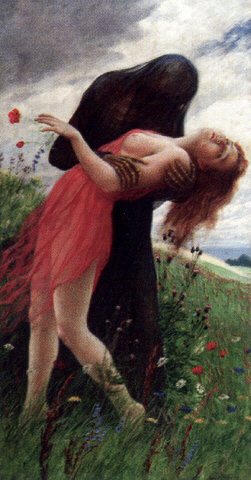
Adolf Hering, Der Tod und das Mädchen (Death and the Maiden), 1900